# Koherenca (jezikoslovje)
Koherenca je na splošno beseda, ki označuje medsebojno povezanost, odvisnost. 
Iz tega sledi tudi pomen, ki ga ima v jezikoslovju, saj termin določa, na kakšen način je besedilo ali govor vsebinsko povezan ali kako ga lahko vsebinsko razumemo, pri čemer je ključna semantična in logična plat besedila.  
Drugi izmed kriterijev besedilnosti je kohezija, to je način, kako so sestavine površinskega besedila (besede, ki jih slišimo ali vidimo) med seboj povezane na jezikovni, slovnični ravni. Vendar pa ni le kohezija pomembna pri smiselnosti besedila, zelo pomembna je tudi koherenca, ki besedilu da pomen in namen. Tudi popolnoma kohezivna besedila so lahko nekoherentna. Oba kriterija besedilnosti sta med seboj močno povezana, saj brez kohezije oz. brez koherence besedilo ne prenese željenega namena na ciljne bralce. 
Koherenca je posledica interakcije med besedilom in bralcem, s pomočjo kohezivnih sredstev, npr. junkcij, referenc, substitucij in elips, pa veliko lažje dosežemo večjo koherentnost, da bralci lažje sledijo pomenu besedila. Koherenco lahko delimo na dva nivoja: mikro in makro. 
Na ožjem mikro nivoju imajo bralci določena pričakovanja o razpletu stavka oz. stavkov, ki mu sledijo. Ločimo več različnih pomenskih razmerij med dvema stavkoma:
- vzročno razmerje, kjer drugi stavek vsebuje vzrok za situacijo, ki je izražena v prvem stavku
- časovno razmerje, ki dogodke navaja po časovnem zaporedju (prvi omenjeni dogodek se je zgodil najprej)
- dopolnilno razmerje, v katerem so v drugem stavku navedene podrobnosti prvega stavka
- protivno razmerje, ki izraža nek kontrast oz. pomensko nasprotje med obema stavkoma

Pri vsakem stavku ločimo temo, ki je že znana informacija iz prejšnjega stavka in je skoraj vedno na začetku stavka, in remo, ki je neka nova informacija in nato postane tema naslednjega stavka. Tema je najpogosteje v obliki samostalniške fraze oz. osebka, rema pa je po navadi na koncu stavka in je bolj poudarjena. Da reme prejšnjega stavka ne bi ves čas monotono ponavljali, v naslednjem stavku uporabimo njeno sopomenko ali besedo oz. besedno zvezo parafraziramo, tj. povemo jo s svojimi besedami. 
Na širšem makro nivoju govorimo o besedilih, ki imajo prepoznavno temo, ki nastopa že v naslovu in v večini povedi. Koherenco na makro nivoju torej določajo ključne besede in njihova pogostnost, ko se pojavljajo v besedilu. 
Zelo pomembno je tudi bralčevo splošno poznavanje o svetu (splošno in specifično znanje), saj tako lažje razume besedilo. Takšni miselni predstavi, kar vemo o svetu, rečemo shema, besedilo pa je brez nje nesmiselno. Pomemben je tudi scenarij, po katerem pričakujemo, kako se bo nekaj zgodilo. V opisih postopkov, pripovedi in življenjepisih pričakujemo, da bodo dogodki opisani kronološko, po nekem časovnem zaporedju, za razliko od npr. časopisnih člankov, kjer je najprej navedeno bistvo in nato šele podrobnosti, da pritegnemo bralce.